# Challenger de Liberec 2013
El Svijany Open 2013 fue un torneo de tenis profesional que se jugó en pistas de polvo de ladrillo. Se trató de la primera edición del torneo que forma parte del ATP Challenger Tour 2013 . Tuvo lugar en Liberec, República Checa entre el 29 de agosto y el 4 de agosto de 2013.

## Jugadores participantes del cuadro de individuales

### Cabezas de serie
| País                       | Jugador               | Rank1 | Favorito |
| -------------------------- | --------------------- | ----- | -------- |
| Bandera de Argentina       | Federico Delbonis     | 65    | 1        |
| Bandera de República Checa | Jiří Veselý (Campeón) | 98    | 2        |
| Bandera de España          | Rubén Ramírez Hidalgo | 110   | 3        |
| Bandera de Eslovenia       | Blaž Kavčič           | 127   | 4        |
| Bandera de Ucrania         | Oleksandr Nedovyesov  | 151   | 5        |
| Bandera de Italia          | Thomas Fabbiano       | 178   | 6        |
| Bandera de República Checa | Jan Mertl             | 184   | 7        |
| Bandera de Alemania        | Björn Phau            | 189   | 8        |

- 1 Se ha tomado en cuenta el ranking del 22 de julio de 2013.

### Otros participantes
Los siguientes jugadores recibieron una invitación (wild card), por lo tanto ingresan directamente al cuadro principal (WC):
- Michal Konecny
- Michal Schmid
- Adam Pavlasek
- Jan Kuncik

Los siguientes jugadores ingresan al cuadro principal tras disputar el cuadro clasificatorio (Q):
- Ivo Kleic
- Edward Corrie
- Grzegorz Panfil
- Marek Michalicka

Los siguientes jugadores ingresan al cuadro principal como alternantes (Alt):
- Thomas Schoorel
- Filip Krajinovic

## Jugadores participantes en el cuadro de dobles

### Cabezas de serie
| País                      | Jugador            | País                      | Jugador            | Rank1 | Favorito |
| Bandera de Suecia         | Andreas Siljestrom | Bandera de Eslovaquia     | Igor Zelenay       | 203   | 1        |
| Bandera de Australia      | Colin Ebelthite    | Bandera de China Taipéi   | Hsin-Han Lee       | 273   | 2        |
| Bandera de Alemania       | Gero Kretschmer    | Bandera de Alemania       | Alexander Satschko | 359   | 3        |
| Bandera de Estados Unidos | Vahid Mirzadeh     | Bandera de Estados Unidos | Denis Zivkovic     | 361   | 4        |
| ------------------------- | ------------------ | ------------------------- | ------------------ | ----- | -------- |

- 1 Se ha tomado en cuenta el ranking del 22 de julio de 2013.

## Campeones

### Individual Masculino
- Jiří Veselý  derrotó en la final a  Federico Delbonis por 6(2)-7, 7-6(7), 6-4.

### Dobles Masculino
- Rameez Junaid /  Tim Puetz derrotaron en la final a  Colin Ebelthite /  Hsin-Han Lee por 6-0, 6-2.